# Colli di Faenza Sangiovese
Le Colli di Faenza Sangiovese est un vin rouge de la région Émilie-Romagne doté d'une appellation DOC depuis le 4 août 1997. Seuls ont droit à la DOC les vins récoltés à l'intérieur de l'aire de production définie par le décret. 

## Aire de production
Les vignobles autorisés se situent en province de Ravenne dans les communes de Brisighella, Casola Valsenio, Riolo Terme, Faenza et Castel Bolognese ainsi que dans les communes Modigliana et Tredozio en province de Forlì-Cesena.
Le vin rouge du Colli di Faenza Sangiovese répond à un cahier des charges moins exigeant que le Colli di Faenza Sangiovese riserva, essentiellement en relation avec un vieillissement de 2 ans et d'un titre alcoolique plus élevé pour le riserva.

## Caractéristiques organoleptiques
- couleur: rouge rubis  plus ou moins intense
- odeur : délicat, caractéristique, avec des arômes de violette
- saveur: sec,  harmonique, frais

Le Colli di Faenza Sangiovese se déguste à une température de 14 à 16 °C et il se garde 2 – 3 ans.

## Production
Province, saison, volume en hectolitres :
- pas de données disponibles